# Souassi
Souassi o Essouassi (àrab: السواسي, as-Suwāsī) és una ciutat de Tunísia a la governació de Mahdia, situada uns 15 km a l'oest del Djem i a uns 48 km de Mahdia. Té una població aproximada de cinc mil habitants. És capçalera d'una delegació amb 45.190 habitants, molt dispersos. La part nord de la delegació limita amn la vila de Sidi Zid i tot el flanc sud de la sabkhat Sidi El Hani. Al sud arriba fins a Sid Ali El Haj.

## Economia
La seva activitat econòmica principal és l'agricultura, principalment el cultiu d'oliveres.

## Administració
És el centre de la delegació o mutamadiyya homònima, amb codi geogràfic 33 56 (ISO 3166-2:TN-12), dividida en onze sectors o imades:
- Essouassi (33 56 51)
- Es-Saïda (33 56 52)
- Sidi Naceur (33 56 53)
- Sidi Zid (33 56 54)
- Bou Helal (33 56 55)
- Cherichira (33 56 56)
- El Kesasba (33 56 57)
- Ez-Zairat (33 56 58)
- Ouled Moulahem Nord (33 56 59)
- Ouled Moulahem Ouest (33 56 60)
- Ech-Chahimet Sud (33 56 61)

Al mateix temps, forma una municipalitat o baladiyya (codi geogràfic 33 17).